# Jordi Bertomeu

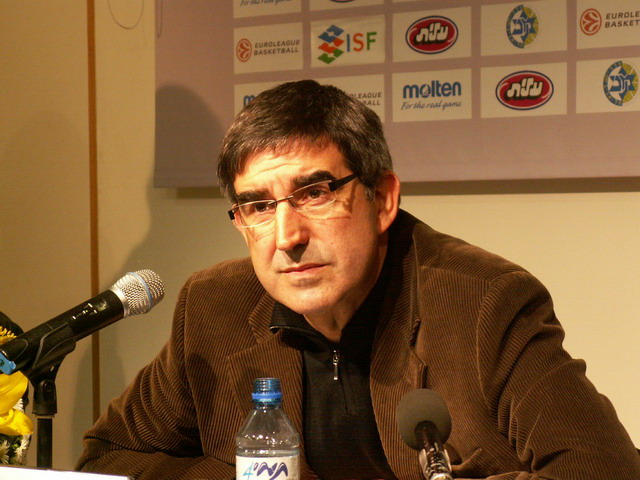
Jordi Bertomeu

Jordi Bertomeu Orteu (Barcelona, España 15 de enero de 1959) fue, de 2000 a 2022, el director ejecutivo de la Euroleague Basketball,que es la compañía privada que dirige y opera las dos principales competiciones continentales de clubes de baloncesto de Europa. La Turkish Airlines Euroleague que es considerada ampliamente como la segunda liga de baloncesto profesional más competitiva del mundo tras la NBA, en la que participan 18 equipos, y la Eurocup, con 24 equipos.
Anteriormente se dedicó a su profesión como médico anestesista.